# Natação nos Jogos Europeus de 2015 - 200 m costas masculino
A competição dos 200 metros costas masculino foi um dos eventos da natação nos Jogos Europeus de 2015, em Baku, no Azerbaijão. Foi disputada no Centro Aquático de Baku nos dias 25 e 26 de junho.

## Calendário
Horário de verão do Azerbaijão (UTC+5).
| Data        | Horário | Fase         |
| ----------- | ------- | ------------ |
| 25 de junho | 10:11   | Eliminatória |
| 25 de junho | 18:00   | Semifinal    |
| 26 de junho | 18:29   | Final        |

## Medalhistas
| Ouro   | GBR Luke Greenbank |
| Prata  | RUS Mikita Tsmyh   |
| Bronze | RUS Roman Larin    |

## Recordes
Antes desta competição, os recordes mundiais e dos jogos europeus dessa prova eram os seguintes:
| Tipo                       | Atleta            | Tempo   | Local | Data                |
| -------------------------- | ----------------- | ------- | ----- | ------------------- |
|                            | USA Aaron Peirsol | 1m51s92 | Roma  | 31 de julho de 2009 |
| Recorde dos Jogos Europeus | Não estabelecido  | –       |       |                     |

Os seguintes recordes mundiais ou dos jogos europeus foram estabelecidos durante esta competição:
| Data        | Evento | Nome           | Nacionalidade | Tempo   | Notas                      |
| ----------- | ------ | -------------- | ------------- | ------- | -------------------------- |
| 26 de junho | Final  | Luke Greenbank | Reino Unido   | 1:56.89 | Recorde dos Jogos Europeus |

## Resultados

### Eliminatórias
A eliminatória foi realizada no dia 25 de junho. 
| Pos. | Bateria | Raia | Nadador                | Nacionalidade     | Tempo   | Notas |
| ---- | ------- | ---- | ---------------------- | ----------------- | ------- | ----- |
| 1    | 4       | 4    | Luke Greenbank         | GBR Grã-Bretanha  | 1:59.06 | Q,    |
| 2    | 4       | 5    | Roman Larin            | RUS Rússia        | 2:01.00 | Q     |
| 3    | 3       | 5    | Jacopo Bietti          | ITA Itália        | 2:01.03 | Q     |
| 4    | 3       | 4    | Joe Hulme              | GBR Grã-Bretanha  | 2:01.11 | Q     |
| 5    | 3       | 3    | Jakub Skierka          | POL Polônia       | 2:01.13 | Q     |
| 6    | 2       | 2    | Tomáš Franta           | CZE Chéquia       | 2:01.64 | Q     |
| 7    | 2       | 3    | Petter Fredriksson     | SWE Suécia        | 2:02.08 | Q     |
| 8    | 4       | 2    | Bence Szucsik          | HUN Hungria       | 2:02.27 | Q     |
| 9    | 2       | 4    | Mikita Tsmyh           | BLR Bielorrússia  | 2:02.69 | Q     |
| 10   | 4       | 6    | Luigi Paciolla         | ITA Itália        | 2:02.79 | Q     |
| 11   | 4       | 3    | Nikolaos Sofianidis    | GRE Grécia        | 2:03.18 | Q     |
| 12   | 2       | 8    | Oskar Ericsson         | SWE Suécia        | 2:03.67 | Q     |
| 13   | 2       | 7    | Joe Litchfield         | GBR Grã-Bretanha  | 2:03.71 |       |
| 14   | 2       | 5    | Kirill Titov           | RUS Rússia        | 2:04.03 | Q     |
| 15   | 3       | 6    | Christoffer Fredrikson | FIN Finlândia     | 2:04.19 | Q     |
| 16   | 3       | 7    | Franz Müller           | GER Alemanha      | 2:04.36 | Q     |
| 17   | 2       | 0    | Lorenzo Mora           | ITA Itália        | 2:04.49 |       |
| 18   | 4       | 1    | Dominik Varga          | HUN Hungria       | 2:04.85 | Q     |
| 19   | 3       | 8    | João Vital             | POR Portugal      | 2:05.28 |       |
| 20   | 4       | 9    | Ole Braunschweig       | GER Alemanha      | 2:05.40 |       |
| 21   | 4       | 8    | Rory McEvoy            | IRL Irlanda       | 2:05.49 |       |
| 22   | 3       | 2    | Moritz Walaschewski    | GER Alemanha      | 2:05.72 |       |
| 23   | 3       | 1    | Vito Vodenik           | SLO Eslovênia     | 2:05.83 |       |
| 24   | 3       | 0    | Daniel Kaplan          | ISR Israel        | 2:06.27 |       |
| 25   | 1       | 2    | Andrei Gussev          | EST Estônia       | 2:07.06 |       |
| 26   | 4       | 0    | Berk Özkul             | TUR Turquia       | 2:07.08 |       |
| 27   | 2       | 1    | Tomer Drori            | ISR Israel        | 2:07.27 |       |
| 28   | 1       | 4    | Max Mannes             | LUX Luxemburgo    | 2:07.58 |       |
| 29   | 2       | 6    | Robert Glință          | ROU Romênia       | 2:07.98 |       |
| 30   | 1       | 5    | Alexander Světlík      | SVK Eslováquia    | 2:09.43 |       |
| 31   | 1       | 7    | Qriqoriy Kalminskiy    | AZE Azerbaijão    | 2:09.69 |       |
| 32   | 3       | 9    | Rasim Oğulcan Gör      | TUR Turquia       | 2:09.78 |       |
| 33   | 1       | 8    | Bragi Snær Hallsson    | ISL Islândia      | 2:10.31 |       |
| 34   | 1       | 6    | Timothy Schlatter      | SUI Suíça         | 2:10.65 |       |
| 35   | 1       | 3    | Alan Corby             | IRL Irlanda       | 2:10.94 |       |
| 36   | 4       | 7    | Lorenzo Glessi         | ITA Itália        | 2:11.91 |       |
| 37   | 2       | 9    | Denys Martyniuk        | UKR Ucrânia       | 2:14.19 |       |
| 38   | 1       | 0    | Adrian Negru           | MDA Moldávia      | 2:16.08 |       |
| 39   | 1       | 1    | Tarik Hoch             | LIE Liechtenstein | 2:20.24 |       |

### Semifinal
A semifinal foi realizada no dia 25 de junho.

#### Semifinal 1
| Pos. | Raia | Nadador                | Nacionalidade    | Tempo   | Notas |
| ---- | ---- | ---------------------- | ---------------- | ------- | ----- |
| 1    | 5    | Joe Hulme              | GBR Grã-Bretanha | 2:00.23 | Q     |
| 2    | 4    | Roman Larin            | RUS Rússia       | 2:01.24 | Q     |
| 3    | 6    | Bence Szucsik          | HUN Hungria      | 2:01.31 | q     |
| 4    | 3    | Tomáš Franta           | CZE Chéquia      | 2:02.36 |       |
| 5    | 2    | Luigi Paciolla         | ITA Itália       | 2:03.05 |       |
| 6    | 1    | Christoffer Fredrikson | FIN Finlândia    | 2:03.27 |       |
| 7    | 7    | Oskar Ericsson         | SWE Suécia       | 2:03.34 |       |
| 8    | 8    | Dominik Varga          | HUN Hungria      | 2:05.05 |       |

#### Semifinal 2
| Pos. | Raia | Nadador             | Nacionalidade    | Tempo   | Notas |
| ---- | ---- | ------------------- | ---------------- | ------- | ----- |
| 1    | 4    | Luke Greenbank      | GBR Grã-Bretanha | 1:57.53 | Q,    |
| 2    | 3    | Jakub Skierka       | POL Polônia      | 1:59.95 | Q     |
| 3    | 2    | Mikita Tsmyh        | BLR Bielorrússia | 2:00.90 | q     |
| 4    | 6    | Petter Fredriksson  | SWE Suécia       | 2:01.51 | q     |
| 5    | 5    | Jacopo Bietti       | ITA Itália       | 2:01.96 | q     |
| 6    | 7    | Nikolaos Sofianidis | GRE Grécia       | 2:02.54 |       |
| 7    | 1    | Kirill Titov        | RUS Rússia       | 2:03.43 |       |
| 8    | 8    | Franz Müller        | GER Alemanha     | 2:04.64 |       |

### Final
A final foi realizada no dia 26 de junho.
| Pos.              | Raia | Nadador            | Nacionalidade    | Tempo   | Notas |
| ----------------- | ---- | ------------------ | ---------------- | ------- | ----- |
| Medalha de ouro   | 4    | Luke Greenbank     | GBR Grã-Bretanha | 1:56.89 | , WJ  |
| Medalha de prata  | 6    | Mikita Tsmyh       | BLR Bielorrússia | 1:59.46 |       |
| Medalha de bronze | 2    | Roman Larin        | RUS Rússia       | 1:59.60 |       |
| 4                 | 5    | Jakub Skierka      | POL Polônia      | 1:59.78 |       |
| 5                 | 3    | Joe Hulme          | GBR Grã-Bretanha | 2:00.16 |       |
| 6                 | 1    | Petter Fredriksson | SWE Suécia       | 2:01.20 |       |
| 7                 | 8    | Jacopo Bietti      | ITA Itália       | 2:01.33 |       |
| 8                 | 7    | Bence Szucsik      | HUN Hungria      | 2:01.62 |       |

Legenda
| Recorde mundial            | Recorde mundial (World record)                     |                       | Recorde africano                      | Recorde africano (African) |                                           | Q | Classificado por posição (Qualified) |
| Recorde dos Jogos Europeus | Recorde dos Jogos Europeus (European Games record) | Recorde da América    | Recorde da América (Americas)         | q                          | Classificado por melhor tempo (Qualified) |   |                                      |
| Melhor marca do ano        | Melhor marca do ano (World leading)                | Recorde asiático      | Recorde asiático (Asian)              | DNS                        | Não largou (Did not start)                |   |                                      |
| Recorde nacional           | Recorde nacional (National record)                 | Recorde europeu       | Recorde europeu (European)            | DNF                        | Não terminou (Did not finish)             |   |                                      |
| Recorde pessoal            | Recorde pessoal do atleta (Personal best)          | Recorde da Oceania    | Recorde da Oceania (Oceania)          | DSQ / DQ                   | Desclassificado (Disqualified)            |   |                                      |
| Recorde da temporada       | Recorde da temporada do atleta (Season best)       | Recorde sul-americano | Recorde sul-americano (South America) | NM                         | Sem marca (No mark)                       |   |                                      |